# Koleje Górnicze KWB Konin
Koleje Górnicze KWB Konin – kolej przemysłowa należąca do Kopalni Węgla Brunatnego Konin.

## Historia
Koleje Górnicze KWB Konin powstały pod koniec lat 50. XX wieku. Obok Kolei Górniczej KWB Adamów są szczególnym przypadkiem bocznicy kolejowej w Polsce, której podstawowe zadania nie wiążą się z nadawaniem i wysyłaniem przesyłek kolejowych, ale z transportem węgla z kopalni do elektrowni.
Początkowo Koleje Górnicze KWB Konin były wąskotorowe (900 mm) i obsługiwały stacje podkoparkowe. Od lat 60. XX wieku sieć wąskotorową sukcesywnie zastąpiono liniami normalnotorowymi (1435 mm). Z uwagi na wypadki zrezygnowano ze stacji podkoparkowych na rzecz załadowni. 

## Charakterystyka
Koleje Górnicze KWB Konin to przemysłowa sieć kolejowa o długości 120 kilometrów wykorzystywana do przewozów węgla brunatnego z odkrywek kopalni KWB Konin: Kazimierz, Jóźwin, Lubstów i Drzewce do elektrowni Pątnów i Konin. Posiada ona połączenie z siecią kolejową PKP PLK poprzez punkt zdawczo-odbiorczy na stacji Przesmyk-Gaj KWB. 
Infrastruktura Kolei Górniczych KWB Konin składa się z zelektryfikowanych linii kolejowych, w większości dwutorowych, a także 225 sztuk rozjazdów oraz 15 stacji wyposażonych w przekaźnikowe urządzenia sterowania ruchem. Koleje Górnicze KWB Konin obsługują 3 załadownie węgla: Jóźwin-Węglowa, Lubstów-Police oraz Kramsk - Drzewce. 
Głównymi liniami Kolei Górniczych KWB Konin są: 
- Magistrala Lubstowska – przebiega od stacji Gosławice Zakład (Elektrownia) do załadowni Lubstów Police, z odgałęzieniem do stacji Kramsk-Drzewce zaczynającym się na posterunku odgałęźnym Błonawy oraz nieczynnymi odgałęzieniami do stacji Janów Węglowa oraz Mikorzyn Węglowa;
- Magistrala Kleczewska – przebiega od stacji Estakada Wschód do stacji Jóźwin Węglowa, z odgałęzieniem do Warsztatów Naprawczych Taboru Kolejowego i załadowni Kazimierz Węglowa.

## Ruch na Kolejach Górniczych KWB Konin

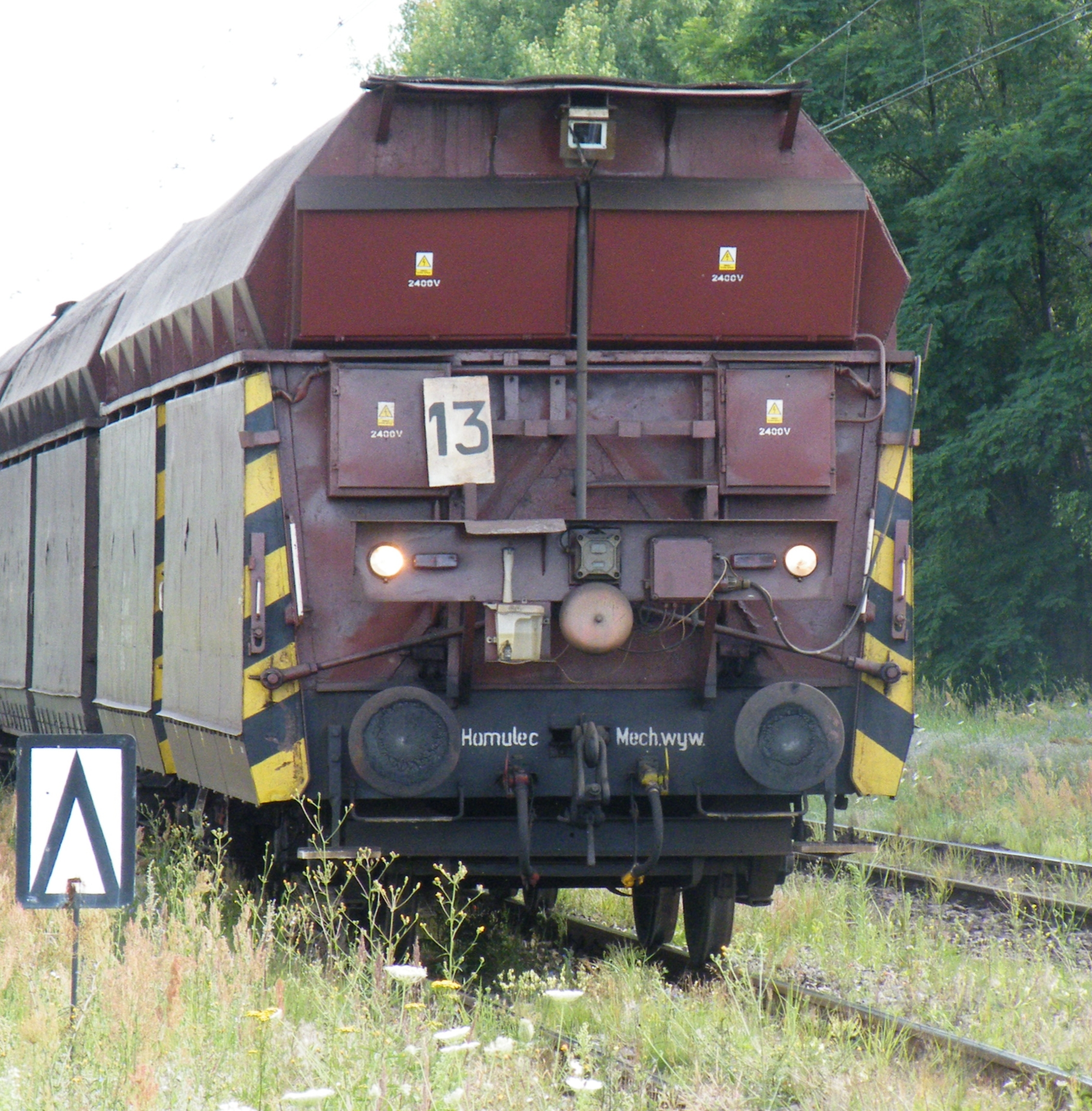
Pierwszy wagon składu pchanego. Widoczna kamera na górze wagonu, a pomiędzy zestawem świateł znajduje się dzwonek ostrzegawczy

Po bocznicy kolejowej KWB Konin porusza się maksymalnie do 15 pociągów dziennie złożonych z jednego elektrowozu i 10 wagonów. Przewozy wynoszą około 11 milionów ton węgla brunatnego rocznie.
Ruch kolejowy na Kolejach Górniczych KWB Konin prowadzony jest w oparciu o przepisy wewnątrzzakładowe zatwierdzone decyzją Urzędu Transportu Kolejowego. Na niektórych szlakach prowadzony jest ruch składów pchanych. Pchanie odbywa się na podstawie odstępstwa od powszechnych zasad prowadzenia ruchu kolejowego przy zastosowaniu telewizji przemysłowej. Kamera do obserwacji szlaku zainstalowana jest wówczas na pierwszym wagonie pchanego składu, a odbiornik obrazu (monitor) w kabinie maszynisty pchającej pociąg lokomotywy.

## Tabor kolejowy
Podstawową lokomotywą Kolei Górniczych KWB Konin jest niemiecki elektrowóz typu LEW EL2, który w latach 60. XX wieku zastąpił wąskotorowe lokomotywy LEW EL3. Oprócz lokomotyw elektrycznych dla celów ruchu manewrowego i pomocniczego eksploatowane są spalinowozy: SM48, SM42, SM30, 401Da, SM04. Służby eksploatacyjne użytkują ponadto wózki motorowe: WM-10, WM-15 oraz pociąg sieciowy na podstawie wózka WM-15.
Podstawowymi wagonami służącymi do przewozu węgla brunatnego są wagony samowyładowcze typu VAP oraz 410 V. Wszystkie węglarki wyposażone są w instalację grzewczą, zapobiegającą przymarzaniu węgla do klap i stożka.